# Appias dolorosa
Appias dolorosa is een vlindersoort uit de familie van de Pieridae (witjes), onderfamilie Pierinae.
Appias dolorosa werd in 1910 beschreven door Fruhstorfer.